# Perth-Andover
Perth-Andover ist der Verwaltungssitz im Victoria County in der kanadischen Provinz New Brunswick mit 1590 Einwohnern. 2011 waren es 1778 Einwohner, die überwiegend  englisch sprechen.

## Geografie
In Perth-Andover treffen sich die Verbindungsstraßen New Brunswick Route 109 und New Brunswick Route 130. Die New Brunswick Route 2 tangiert den Ort im Westen. Grand Falls und Plaster Rock befinden sich in einer Entfernung von jeweils rund 30 Kilometern im Norden bzw. Nordosten. Florenceville-Bristol liegt 40 Kilometer südlich. Die Grenze zum US-Bundesstaat Maine ist nur acht Kilometer vom Stadtzentrum in westlicher Richtung entfernt. Mitten durch Perth-Andover fließt der Saint John River.

## Geschichte
Auf der Ostseite des Saint John River ließen sich im 19. Jahrhundert schottische Siedler nieder und nannten den Ort in Anlehnung an ihre Heimatstadt Perth ebenfalls Perth. Die westliche Seite des Flusses wurde von Personen aus England besiedelt, die diesen Ort zu Ehren ihrer Heimatstadt Andover nun ebenfalls Andover nannten. Seit 1885 verband zunächst eine Holzbrücke die beiden Orte, die im Jahr 1958 durch eine Stahlkonstruktion ersetzt wurde. 1996 wurden beide Stadtteile unter dem Namen Perth-Andover zum Verwaltungssitz des Victoria County vereinigt.
Im Frühjahr der Jahre 1987 und 2012 kam es zu erheblichen Schäden im Ort, die jeweils durch einen gewaltigen Eisstau des Saint John River mit daraus resultierendem Hochwasser resultierten.

## Festivals
Perth-Andover veranstaltet in jedem Jahr das Gathering of the Scots Festival sowie das Larlee Creek Hullabaloo Music Festival, die beide auf dem Baird's Campground ausgerichtet werden.

## Söhne und Töchter der Stadt
- Denis Côté, Filmemacher